# Цветкова, Прасковья Никандровна
Прасковья Никандровна Цветкова (1893—1983) — советский работник образования, депутат Верховного Совета РСФСР 1-го созыва.

## Биография
Родилась в 1893 году. Работала в органах народного образования, заведовала Костромским городским отделом народного образования. Избиралась депутатом Верховного Совета РСФСР 1-го созыва от Костромского городского округа Ярославской области.
Проживала в Костроме. Умерла в 1983 году, похоронена на городском кладбище Костромы.